# 短角綿蚜
短角綿蚜（学名：Ceratovacuna japonica）为扁蚜科粉角扁蚜屬下的一个种。